# Lista de regiões geográficas intermediárias e imediatas de Roraima

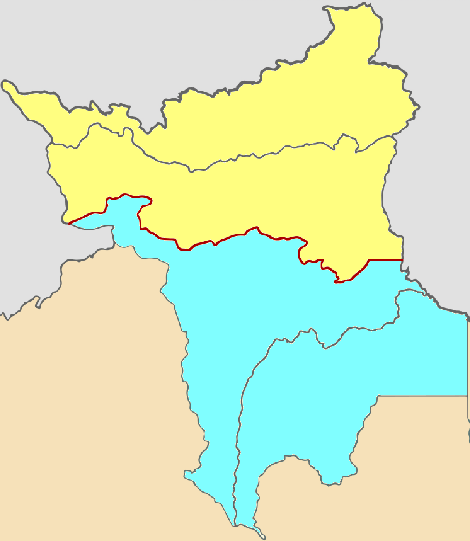
Divisões regionais intermediárias em vermelho e imediatas em cinza.

Esta é a lista de regiões geográficas intermediárias e imediatas de Roraima, estado brasileiro da Região Norte do país. Roraima é composta por 15 municípios, que estão distribuídos em quatro regiões geográficas imediatas, que por sua vez estão agrupadas em duas regiões geográficas intermediárias, segundo a divisão do Instituto Brasileiro de Geografia e Estatística (IBGE) vigente desde 2017. A primeira seção aborda as regiões geográficas intermediárias e suas respectivas regiões imediatas integrantes, enquanto que a segunda trata das regiões geográficas imediatas e seus respectivos municípios, divididas por regiões intermediárias e ordenadas pela codificação do IBGE.
As regiões geográficas intermediárias foram apresentadas em 2017, com a atualização da divisão regional do Brasil, e correspondem a uma revisão das antigas mesorregiões, que estavam em vigor desde a divisão de 1989. As regiões geográficas imediatas, por sua vez, substituíram as microrregiões. Na divisão vigente até 2017, os municípios do estado estavam distribuídos em quatro microrregiões e duas mesorregiões, segundo o IBGE.

## Regiões geográficas intermediárias
| Região geográfica intermediária | Código | Número de municípios | Regiões geográficas imediatas | Código | Número de municípios |
| ------------------------------- | ------ | -------------------- | ----------------------------- | ------ | -------------------- |
| Boa Vista                       | 1401   | 9                    | Boa Vista                     | 140001 | 5                    |
| Boa Vista                       | 1401   | 9                    | Pacaraima                     | 140002 | 4                    |
| Rorainópolis-Caracaraí          | 1402   | 6                    | Rorainópolis                  | 140003 | 4                    |
| Rorainópolis-Caracaraí          | 1402   | 6                    | Caracaraí                     | 140004 | 2                    |

## Regiões geográficas imediatas por regiões intermediárias

### Boa Vista
| Região geográfica imediata | Código | Municípios  |
| -------------------------- | ------ | ----------- |
| Boa Vista                  | 140001 | Alto Alegre |
| Boa Vista                  | 140001 | Boa Vista   |
| Boa Vista                  | 140001 | Bonfim      |
| Boa Vista                  | 140001 | Cantá       |
| Boa Vista                  | 140001 | Mucajaí     |
| Pacaraima                  | 140002 | Amajari     |
| Pacaraima                  | 140002 | Normandia   |
| Pacaraima                  | 140002 | Pacaraima   |
| Pacaraima                  | 140002 | Uiramutã    |

### Rorainópolis-Caracaraí
| Região geográfica imediata | Código | Municípios         |
| -------------------------- | ------ | ------------------ |
| Rorainópolis               | 140003 | Caroebe            |
| Rorainópolis               | 140003 | Rorainópolis       |
| Rorainópolis               | 140003 | São João da Baliza |
| Rorainópolis               | 140003 | São Luiz           |
| Caracaraí                  | 140004 | Caracaraí          |
| Caracaraí                  | 140004 | Iracema            |